# Grondslagen van de wiskunde
Grondslagen van de wiskunde zijn de aannames, de grondbeginselen en de uitgangspunten van de wiskunde. Grondslagenonderzoek is het interdisciplinair studiegebied tussen de wiskunde en de filosofie, waarin men deze fundamenten van de wiskunde bestudeert. Het studiegebied wordt tegenwoordig tot de filosofie van de wiskunde gerekend.

## Fundamenten van de wiskunde
Veel grote wiskundigen hebben sinds de 18e eeuw gewerkt aan het leggen van de fundamenten van de moderne wiskunde, waaronder bekende namen als Leonhard Euler, Georg Cantor, Richard Dedekind, Gottlob Frege, Giuseppe Peano en Bertrand Russell. 
In de 18e eeuw introduceerde Leonhard Euler het Euler-diagram, om logische syllogismen aanschouwelijk te maken. In de 19e eeuw legde Georg Cantor de basis van de moderne verzamelingenleer. Hij introduceerde het begrip "transfiniet" en de kardinaal- en ordinaalgetallen. Cantor werkte daarnaast aan de representatie van functies, door middel van goniometrische reeksen, een generalisatie van de Fourierreeks. Richard Dedekind (1831-1916) werkte aan de beginselen van de getaltheorie. Hij kwam met een nieuwe definitie van de irrationale getallen, en stelde dat de rekenkunde gebaseerd kon worden op een verzameling axioma's. 
Eind 19e eeuw legde Gottlob Frege (1848-1925) de fundamenten van de moderne, wiskundige logica en de analytische filosofie. Giuseppe Peano (1858-1932) werkte verder aan de formele beschrijving van de rekenkunde. 
Begin 20e eeuw hield Bertrand Russell (1872-1970) zich bezig met onderzoek naar de grondslagen van de wiskunde. Zijn voornaamste werk hierover is de Principia Mathematica (1910-1913), dat hij samen met Alfred North Whitehead (1861-1947) schreef en een poging was om de wiskunde te funderen op de symbolische logica.

## Grondslagenonderzoek
In de eerste helft van de 20e eeuw heeft zich een nieuwe generatie wiskundigen gestort op het onderzoeken van de grondslagen als reactie op de paradoxen van de verzamelingenleer. Bekende wiskundigen waren de Zwitser Paul Bernays (1888-1977), de Nederlander L.E.J. Brouwer (1888-1966), de Duitser David Hilbert (1862-1943) en de Oostenrijks-Britse Ludwig Wittgenstein (1889-1951). 
In Nederland waren op dit gebied Evert Willem Beth, Arend Heyting en Gerrit Mannoury en meer recentelijk de Fin Jouko Väänänen actief. 

### Paradoxen van de verzamelingenleer
In het begin van de 20e eeuw leek de verzamelingenleer van Cantor de basistheorie van de gehele wiskunde te worden, die alle andere takken van de wiskunde zou omvatten. De verzamelingenleer bleek echter tot paradoxen te leiden. Die zijn bekend geworden als de "paradoxen van de verzamelingenleer". Deze paradox kwam naar voren toen men zich de verzameling van alle verzamelingen trachtte voor te stellen. 
Men kan hierbinnen twee deelverzamelingen definiëren:
- verzamelingen die zichzelf niet als element hebben
- verzamelingen die zichzelf wel als element hebben.

De verzameling van ALLE deelverzamelingen van de eerste soort heeft een paradoxale eigenschap. Als deze verzameling zichzelf niet als element heeft, zou hij juist wel een element van zichzelf moeten zijn. Hierdoor leek iedere verdere gevolgtrekking onmogelijk gemaakt (Combrès 1973, p.16). 
Deze problematiek is in 1901 door Bertrand Russell gepresenteerd en wordt nu ook wel de Russellparadox genoemd. Deze paradox heeft het grondslagenonderzoek lange tijd in z'n ban gehouden. Sindsdien is men ook andere paradoxen gaan onderzoeken.

### Grondslagenstromingen en grondslagencrisis
Het grondslagenonderzoek in de 20e eeuw heeft verschillende stromingen opgeleverd, die een oplossing van het probleem van de paradoxen van de verzamelingenleer voorstelden:
1. Cantorisme: In navolging van Georg Cantor willen zij de wiskunde grondvesten op de verzamelingenleer. Er wordt uitgegaan van het bestaan van oneindige verzamelingen en transfiniete getallen.
2. Constructivisme: Zij stelt dat het enige geldige bewijs van het bestaan van een wiskundig object een constructie van dat object is.
3. Formalisme: Giuseppe Peano en David Hilbert willen de wiskunde grondvesten op strenge axiomastelsels. Voor alle wiskundige begrippen willen zij een consistent axiomasysteem ontwikkelen.
4. Logicisme: de voormannen van deze stroming, Gottlob Frege en Bertrand Russell, wilden de wiskunde reduceren tot de logica.
5. Intuïtionisme: Zij stellen, dat wiskundige objecten worden geconstrueerd in de menselijke geest en alleen hier intuïtief bestaan. L.E.J. Brouwer en Arend Heyting waren hiervan de belangrijke vertegenwoordigers.

Vanaf de jaren twintig waren de geleerden het enige decennia lang grondig met elkaar oneens over de vraag wat de precieze fundamenten van de wiskunde zijn en wat geldig is in de wiskunde. Dit is bekend geworden als de grondslagencrisis in de wiskunde (Duits: Grundlagenkrise der Mathematik). Het idee dat de wiskunde maar één basis had die in de wiskunde zelf vastlag, werd bestreden.
Verschillende stromingen bleven werken aan hun eigen invalshoeken en hebben elkaars standpunten fel bestreden. Deze tijd wordt wel die van de grondslagenstrijd genoemd. In de jaren 1950 is er een compromis bereikt, waarbij verschillende gezichtspunten mogelijk blijven.